# مغنيسيوم في علم الأحياء
المغنيسيوم عنصر أساسي في الأنظمة الحيوية. ويتواجد المغنيسيوم عادةً على شكل أيون المغنيسيوم (Mg2+). هو عنصر غذائي معدني أساسي للحياة ويتواجد في جميع أنواع الخلايا في كل الكائنات الحية. على سبيل المثال، يجب أن يرتبط الأدينوسين ثلاثي الفوسفات (ATP)، وهو المصدر الرئيسي للطاقة في الخلايا، بأيون المغنيسيوم حتى يصبح نشطًا حيوياً. ما يسمى ATP غالباً ما يكون في الواقع مغنيسيوم-ثلاثي فوسفات الأدينوسين (Mg-ATP). على هذا النحو، يلعب المغنيسيوم دورًا في استقرار جميع مركبات متعدد الفوسفات في الخلايا، بما في ذلك تلك المرتبطة ببناء الحمض النووي الريبوزي (RNA) والحمض النووي الريبوزي منقوص الأكسجين (DNA).
هناك أكثر من 300 إنزيم يستلزم عملها التحفيزي وجود أيونات المغنسيوم، منها جميع الإنزيمات التي تستخدم ثلاثي فوسفات الأدينوسين أو تقوم ببنائه، أو تلك التي تستخدم نيوكليوتيدات أخرى لبناء الحمض النووي الريبوزي والحمض النووي الريبوزي منقوص الأكسجين.
في النباتات، يُعتبر المغنيسيوم ضروريًا لتصنيع الكلوروفيل والبناء الضوئي.

### توزيع أيونات المغنيسيوم داخل النبات

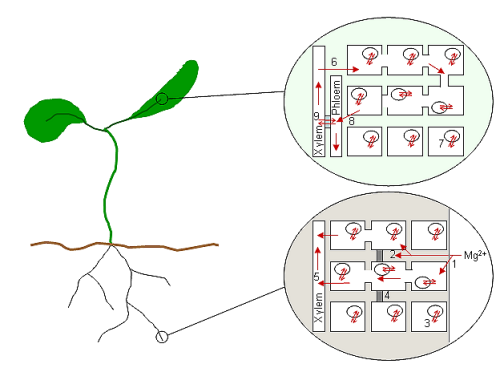
الشكل 1: المغنيسيوم في النبات كله

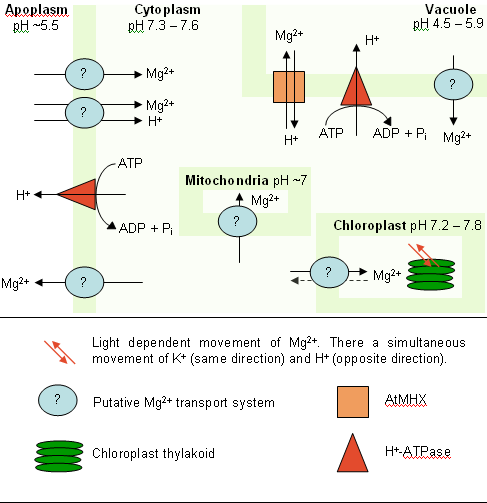
الشكل 2: المغنيسيوم في الخلية النباتية

## الوظيفة
توازن المغنيسيوم أمر حيوي أساسي لسلامة جميع الكائنات الحية. المغنيسيوم أيون وفير نسبياً في طبقتيّ القشرة الأرضية والستار وهو متوافر حيوياً بدرجة عالية في الغلاف المائي. هذا التوافر، بالاقتران مع الكيمياء المفيدة وغير المألوفة للغاية، قد يؤدي إلى استخدامها في تطور الأيون من أجل تبادل الإشارات، وتنشيط الإنزيمات، والتحفيز. ومع ذلك، فإن الطبيعة غير العادية للمغنيسيوم الأيوني قد تؤدي أيضا إلى تحدٍّ كبير في استخدام الأيون في الأنظمة الحيوية. الأغشية الحيوية غير منفذه للمغنيسيوم (وأيونات أخرى)، وبالتالي، يجب على البروتينات الناقلة أن تسهل من تدفق المغنيسيوم من وإلى الخلايا والحجرات البين خلوية.
الكلوروفيل الموجود في النباتات يحول الماء إلى أكسجين (O2). الهيموجلوبين في الحيوانات الفقارية ينقل الأكسجين (O2) في الدم. ويتشابه الكلوروفيل إلى حد كبير مع الهيموجلوبين، باستثناء أن المغنسيوم يكون في مركز جزيء الكلوروفيل بينما يكون الحديد في مركز جزيء الهيموجلوبين، بالإضافة إلى اختلافات أخرى. تحافظ هذه العملية على حياة الخلايا على الأرض وتحافظ على المستويات الأساسية لثاني أكسيد الكربون (CO2) والأكسجين (O2) في الغلاف الجوي.

### صحة الإنسان
للمزيد من المعلومات: نقص مغنيسيوم الدم.
يؤدي نقص تناول المغنيسيوم في كثير من الأحيان إلى تشنجات عضلية، ونقصه مرتبط أيضاً بأمراض القلب والأوعية الدموية، والسكري، وارتفاع ضغط الدم، واضطرابات القلق، والصداع النصفي، وهشاشة العظام، واحتشاء الدماغ. النقص الحاد (انظر: نقص مغنسيوم الدم) نادر الحدوث، وهو أكثر شيوعًا كأثر جانبي للأدوية (مثل تعاطي الكحول المزمن أو استخدام مدر البول) منه بسبب انخفاض تناول الطعام في حد ذاته، ولكن يمكن أن يحدث عند الأشخاص الذين يتغذون عن طريق الوريد لفترات طويلة من الزمن.
أكثر الأعراض شيوعًا للإفراط في تناول المغنيسيوم عن طريق الفم هو الإسهال. المكملات التي تعتمد على مخلّبات الأحماض الأمينية (مثل الجلايسينات والليسينات وما إلى ذلك) يتحملها الجهاز الهضمي بشكل أفضل وليس لها آثار جانبية كتلك التي كانت في المركبات القديمة المستخدمة، بينما تمنع المكملات الغذائية التي تُدخَل إلى الجسم بكميات قليلة ومستمرة حدوث الإسهال. نظرًا لأن الكلى عند البالغين تفرز المغنيسيوم الزائد بكفاءة، فإن التسمم الفموي بالمغنيسيوم عند البالغين الذين لديهم وظائف كلوية طبيعية نادر جدًا. أما الرُّضع فلا ينبغي إعطائهم مكملات المغنيسيوم إلا بإشراف الطبيب، وذلك لأن قدرتهم على إفراز المغنيسيوم الزائد تكون أقل حتى وإن كانوا بصحة جيدة.
تُستخدم المستحضرات الصيدلانية التي تحتوي على المغنيسيوم في علاج حالات نقص المغنيسيوم ونقص مغنسيوم الدم، وكذلك تسمم الحمل. عادةً ما تكون هذه المستحضرات على شكل كبريتات المغنيسيوم أو كلوريد المغنيسيوم عندما تعطى بالحقن. يمتص الجسم المغنيسيوم من أي ملح مغنيسيوم قابل للذوبان (مثل: كلوريد المغنيسيوم أو سترات المغنيسيوم) بكفاءة مقبولة (30% إلى 40%). يُمتص المغنيسيوم من الملح الإنجليزي (كبريتات المغنيسيوم) بطريقة مشابهة، على الرغم من أن الكبريتات الموجودة في هذا الملح تزيد من تأثيره المُلَيِّن عند إعطاؤه بجرعات عالية. امتصاص المغنيسيوم من أملاح أكسيد المغنيسيوم وهيدروكسيد المغنيسيوم غير القابلة للذوبان غير منتظم وذو كفاءة أقل، لأنه يعتمد على معادلة الملح وحله بواسطة حمض المعدة، والذي قد لا يكون كاملاً (وعادةً لا يكون كاملاً).
يمكن استخدام أوروتات المغنيسيوم كعلاج مساند في المرضى الذين يتلقون العلاج الأمثل لفشل القلب الاحتقاني الشديد، لزيادة معدل البقاء وتحسين الأعراض السريرية وجودة حياة المريض.

#### التوصيل العصبي
يمكن أن يؤثر المغنيسيوم على انبساط العضلات من خلال التأثير المباشر على الأغشية الخلوية. تغلق أيونات المغنيسيوم (Mg2+) أنواعًا معينة من قنوات الكالسيوم، والتي تنقل أيونات الكالسيوم موجبة الشحنة إلى الخلايا العصبية. مع وجود فائض من المغنيسيوم، ستغلَق المزيد من القنوات وسيقل نشاط الخلية العصبية.

#### ارتفاع ضغط الدم
تُستَخدم كبريتات المغنيسيوم على شكل حُقَن في الوريد لعلاج مقدمة تسمم الحمل. بالنسبة لارتفاع ضغط الدم غير المرتبط بالحمل، فقد كانت خلاصة تحليل إحصائي تكاملي ل 22 تجربة سريرية بنطاقات جرعة تتراوح من 120 إلى 973 مليغرام/ يوم وبجرعة متوسطة 410 مليغرام، أن مكملات المغنيسيوم كان لها تأثير صغير ولكنه ذو دلالة إحصائية، حيث خفض ضغط الدم الانقباضي بمقدار 3-4 مليمتر زئبقي وضغط الدم الانبساطي بنسبة 2-3 مليمتر زئبقي. كان التأثير أكبر عندما كانت الجرعة أكثر من 370 مليغرام/ يوم.

#### مرض السكري وتحمل الغلوكوز
إن تناول كميات أكبر من المغنيسيوم في النظام الغذائي يتوافق مع انخفاض الإصابة بمرض السكري. بالنسبة للأشخاص المصابين بداء السكري أو المعرضين لخطر الإصابة به، فإن مكملات المغنيسيوم تقلل نسبة السكر الصيامي.

## التوصيات الغذائية
قام المعهد الأمريكي للطب (IOM) بتحديث متوسط الاحتياجات المقدرة (EARs) والمخصص الغذائي المقتَرَح (RDAs) للمغنيسيوم في عام 1997. إذا لم تكن هناك معلومات كافية لإنشاء متوسط الاحتياجات المقدرة والمخصص الغذائي المقترح، يُستخدم بدلاً من ذلك تقدير معين لكمية غذائية مرجعية (AI). يبلغ متوسط احتياجات المغنيسيوم المقدرة للنساء والرجال الذين تبلغ أعمارهم 31 عاماً فأكثر 265 مليغرام/ يوم و 350 مليغرام/ يوم على التوالي. أما المخصص الغذائي المقترح للمغنيسيوم 320 مليغرام/ يوم للنساء و 420 مليغرام/ يوم للرجال. المخصص الغذائي المقترح أعلى من متوسط الاحتياجات المقدرة، وذلك لتحديد المبالغ التي ستغطي الأشخاص بمتطلبات أعلى من المتوسط. المخصص الغذائي المقترح للحمل هو 350 إلى 400 مليغرام/ يوم اعتماداً على عمر المرأة. المخصص الغذائي المقترح للإرضاع يتراوح من 310 إلى 360 مليغرام/ يوم لنفس السبب. بالنسبة للأطفال الذين تتراوح أعمارهم من 1 إلى 13 عامًا، يزيد المخصص الغذائي المقترح مع تقدم العمر من 65 إلى 200 مليغرام/يوم. فيما يتعلق بالسلامة، يحدد المعهد الأمريكي للطب المستوى الأعلى من كمية الاستهلاك المسموح بها (ULs) من الفيتامينات والمعادن عندما تكون الأدلة كافية. بالنسبة للمغنيسيوم، فإن المستوى الأعلى من كمية الاستهلاك المسموح بها 350 مليغرام/ يوم. وهذا المستوى خاص بالمغنيسيوم المستهلك كَمُكَمِّل غذائي، والسبب هو أن تناول الكثير من المغنيسيوم في وقت واحد يمكن أن يسبب الإسهال. لا ينطبق المستوى الأعلى من كمية الاستهلاك المسموح بها على المغنيسيوم المُستهلك من المصادر الغذائية. بشكل جماعي، يُشار إلى متوسط الاحتياجات المقدرة والمخصص الغذائي المقترح والمستوى الأعلى من كمية الاستهلاك المسموح بها باسم كمية غذائية مرجعية.
| العمر                  | ذكر         | أنثى        | الحمل       | الإرضاع     |
| ---------------------- | ----------- | ----------- | ----------- | ----------- |
| منذ الولادة حتى 6 أشهر | 30 مليغرام* | 30 مليغرام* |             |             |
| 7- 12 شهر              | 75 مليغرام* | 75 مليغرام* |             |             |
| 1- 3 سنة               | 80 مليغرام  | 80 مليغرام  |             |             |
| 4- 8 سنة               | 130 مليغرام | 130 مليغرام |             |             |
| 9- 13 سنة              | 240 مليغرام | 240 مليغرام |             |             |
| 14- 18 سنة             | 410 مليغرام | 360 مليغرام | 400 مليغرام | 360 مليغرام |
| 19- 30 سنة             | 400 مليغرام | 310 مليغرام | 350 مليغرام | 310 مليغرام |
| 31- 50 سنة             | 420 مليغرام | 320 مليغرام | 360 مليغرام | 320 مليغرام |
| أكثر من 51 سنة         | 420 مليغرام | 320 مليغرام |             |             |

*= كمية كافية
تشير الهيئة الأوروبية لسلامة الأغذية (EFSA) إلى مجموعة المعلومات الجماعية على أنها قيم مرجعية غذائية، مع كمية استهلاك السكان المرجعية (PRI) بدل المخصص الغذائي المقترح، ومتوسط الاحتياجات بدل متوسط الاحتياجات المقدرة. أما الكمية الغذائية المرجعية والمستوى الأعلى من كمية الاستهلاك المسموح بها فهم كما في الولايات المتحدة. بالنسبة للنساء والرجال الذين تبلغ أعمارهم 18 عامًا أو أكثر، فإن كمية الغذاء المرجعية تُضبط على 300 و350 مليغرام/ يوم، على التوالي. كمية الغذاء المرجعية للحمل والإرضاع أيضاً 300 مليغرام/ يوم. بالنسبة للأطفال الذين تتراوح أعمارهم من 1 إلى 17 عامًا، تزيد كمية الغذاء المرجعية مع تقدم العمر من 170 إلى 250 مليغرام/ يوم. كميات الغذاء المرجعية هذه أقل من المخصص الغذائي المقترح الأمريكي. أعادت الهيئة الأوروبية لسلامة الأغذية النظر في سؤال السلامة، وحددت المستوى الأعلى من كمية الاستهلاك المسموح بها عند 250 مليغرام/ يوم - أقل من قيمة الولايات المتحدة الأمريكية. يُعتبر المستوى الأعلى من كمية الاستهلاك المسموح بها للمغنيسيوم فريداً حيث أنه أقل من بعض المخصصات الغذائية المقتَرَحة. وينطبق هذا على الكمية المستهلكة من العامل الدوائي أو المكملات الغذائية فقط، ولا يشمل الكمية المستهلكة من الطعام والماء.
لأغراض وسم الأغذية أو المكملات الغذائية في الولايات المتحدة الأمريكية، يُعبّر عن الكميّة في الحصة كنسبة مئوية من القيمة اليومية. لأغراض وسم المغنيسيوم كانت 100% من القيمة اليومية 400 مليغرام، ولكن اعتبارًا من 27 مايو 2016 عُدِّلت إلى 420 مليغرام لجعلها متوافقة مع المخصص الغذائي المقترح. كان الالتزام بلوائح الملصقات المحدثة مطلوبًا بحلول 1 يناير 2020، للشركات المصنعة التي تبلغ مبيعاتها السنوية من الأغذية 10 ملايين دولار أو أكثر، وبحلول 1 يناير 2021، للمصنعين الذين تقل مبيعاتهم الغذائية السنوية عن 10 ملايين دولار. خلال الأشهر الستة الأولى التي تلي تاريخ الامتثال في 1 يناير 2020، تخطط إدارة الغذاء والدواء للعمل بشكل تعاوني مع الشركات المصنعة لتلبية متطلبات بطاقة المادة الغذائية الجديدة ولن تركز على إجراءات الإنفاذ فيما يتعلق بهذه المتطلبات خلال تلك الفترة. يتوفر جدول بالقيم اليومية المرجعية القديمة والجديدة للبالغين.

## المصادر الغذائية

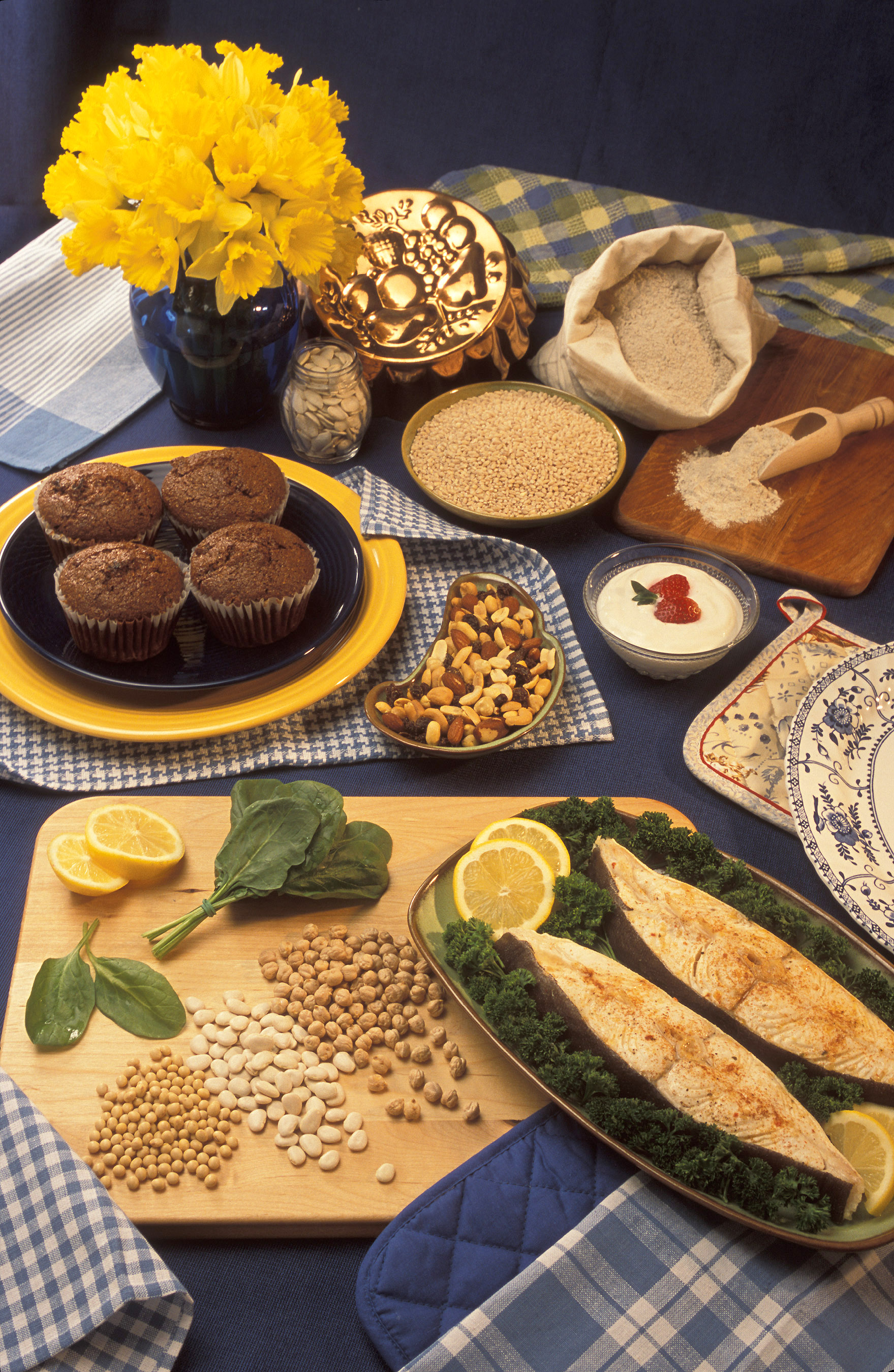
بعض المصادر الجيدة للمغنيسيوم

## المدى والتوزيع والتنظيم البيولوجي

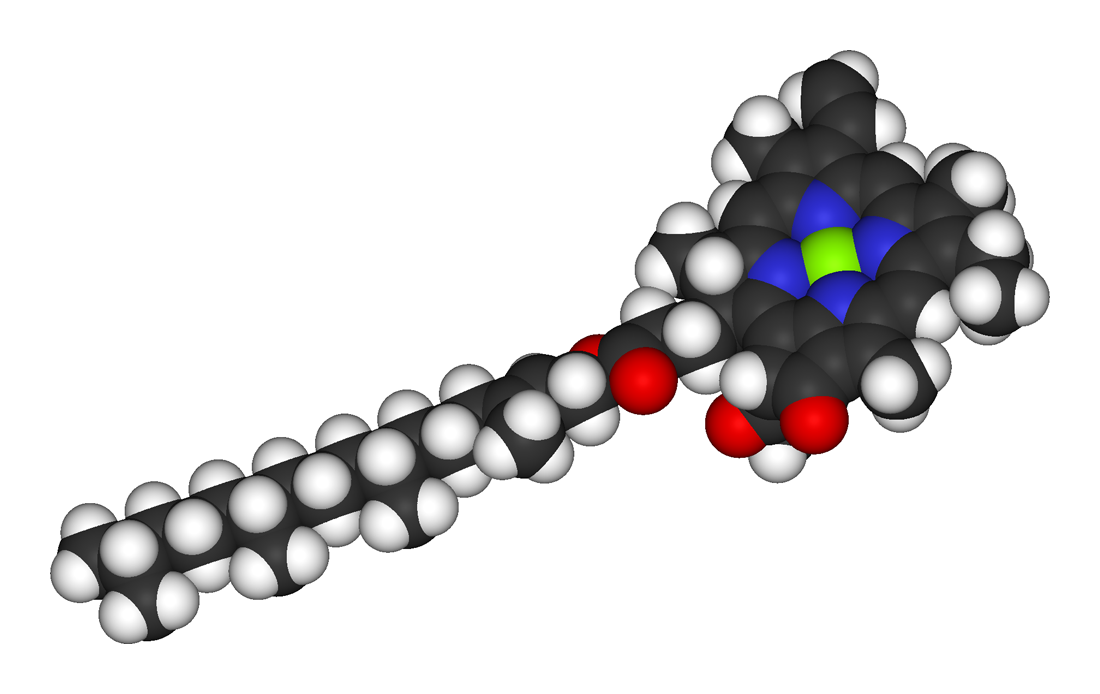
نموذج ملء الفراغ لجزيء الكلوروفيل، مع ظهور أيون المغنيسيوم (أخضر ساطع) في مركز مجموعة الكلورين